# Section de choc
Pour plus de détails, voir Fiche technique et Distribution.
Section de choc (titre original : Quelli della calibro 38), est un néo-polar italien, réalisé par Massimo Dallamano, sorti en 1976, avec Marcel Bozzuffi, Carole André, Ivan Rassimov et Riccardo Salvino dans les rôles principaux.

## Synopsis
Au cours d'une opération nocturne dans une banlieue de Turin, le commissaire Vanni (Marcel Bozzuffi) tue un gangster, qui se révèle être le frère d'un autre mafieux, le Marseillais (Ivan Rassimov). Par vengeance, ce dernier se rend au domicile du commissaire et assassine sa femme sous les yeux de son fils.
Alors qu'il est un moment prêt à quitter son métier, le commissaire Vanni est choisi pour diriger une brigade spéciale nouvellement créée. Il organise l'entraînement et la formation des policiers qui ont été sélectionnés parmi de nombreux candidats. La nouvelle unité fait rapidement ses preuves sur le terrain, même si le commissaire Vanni leur reproche d'avoir la gâchette un peu trop facile.
Un soir, trois membres de l'unité prennent en chasse une voiture occupée par trois jeunes gens, qui semblent avoir commis un acte banal de grivèlerie dans un restaurant. La poursuite devient de plus en plus folle, jusqu'à ce que la voiture se renverse. Deux des jeunes gens sont arrêtés, mais le troisième homme sort une arme et engage le combat avec les policiers. Il est tué au cours de l’affrontement. Les deux jeunes prévenus se révèlent être de simples lampistes. En revanche, l'homme tué est identifié comme coupable d'un récent vol d'une importante quantité de dynamite. Les policiers vont peu à peu établir le lien entre cet homme, la dynamite et la bande du Marseillais. Encore veulent-ils savoir ce que compte faire le Marseillais avec une telle quantité d'explosifs.

## Fiche technique
- Titre original : Quelli della calibro 38 (Ceux qui ont des calibres 38)
- Titre français : Section de choc
- Titre américzain: Colt 38 Special Squad (Escouade  des Colt 38 Spécial)
- Réalisation : Massimo Dallamano
- Assistant réalisateur : Bruno Cortini
- Scénario : Massimo Dallamano, Franco Bottari, Ettore Sanzò et Marco Guglielmi
- Photographie : Gábor Pogány
- Musique : Stelvio Cipriani
- Montage : Antonio Siciliano (it)
- Direction artistique : Franco Bottari
- Décors : Mauro Passi
- Production : Paolo Infascelli
- Société(s) de production : European Inc. s.r.l.
- Société(s) de distribution : Produzioni Atlas Consorziate
- Pays d'origine :  Italie
- Genre : Néo-polar italien
- Durée : 110 minutes
- Dates de sortie :
  -  Italie : 24 juillet 1976
  -  France : 28 décembre 1977

## Distribution
- Marcel Bozzuffi : commissaire Vanni
- Riccardo Salvino : Nicola Silvestri
- Ivan Rassimov : le Marseillais
- Francesco Ferracini : Franco Lubrano
- Fabrizio Capucci (it) : Ciro
- Armando Brancia (it) : le juge
- Giancarlo Bonuglia : commissaire Petrucci
- Carole André: Sandra
- Dino Emanuelli (it) : Mezzacicca
- Eolo Capritti (it) : Nistri
- Antonio Marsina (it) : le blond
- Ezio Miani : un policier
- Giancarlo Sisti : Rolland
- Franco Garofalo (it) : Gilbert Delange
- Nestore Cavaricci (de)
- Francesco D'Adda (en)
- Margherita Horowitz
- Grace Jones : une chanteuse

## Autour du film
- Ce film a été tourné à Turin et dans plusieurs villes de la région du Piémont, comme Stupinigi.
- Les  titres italiens (Quelli della calibro 38) et US  (Colt 38 Special Squad)  font  référence aux Llama Comanche calibre .38 Special des policiers du Commissaire Vanni.
- Acteur récurrent du polar-spaghetti, Marcel Bozzuffi qui interprète le Commissaire Vanni jouera un truand nommé le Marseillais dans La Guerre des gangs de Lucio Fulci sorti en 1980

## Source
- (en) Roberto Curti, Italian Crime Filmography, 1968-1980, Jefferson, McFarland, 2013, 330 p. (ISBN 978-0-7864-6976-5, lire en ligne), p. 165-166.